# Agência dos Estados Unidos para o Desenvolvimento Internacional
A Agência dos Estados Unidos para o Desenvolvimento Internacional (em inglês: United States Agency for International Development, USAID) foi uma agência oficial de ajuda humanitária que respondia por mais da metade de toda a assistência externa dos Estados Unidos — foi a maior do mundo em termos financeiros em dólares. A agência mantinha operações em mais de 100 países, principalmente na África, Ásia, América Latina, Oriente Médio e Europa Oriental.
Em 2025, no início de sua segunda administração Donald Trump anunciou mudanças significativas na USAID. O presidente Trump determinou um congelamento quase total da assistência externa. Além disso, Elon Musk, à frente do recém-criado Departamento de Eficiência Governamental, declarou a intenção de desmantelar a USAID.
No início de março, o secretário de estado Marco Rubio anunciou que 83% dos programas da USAID seriam cancelados. No final de março, o executivo da USAID, Jeremy Lewin, anunciou planos para integrar os programas restantes ao Departamento de Estado até 1º de julho, "após consultas com o Congresso".
A agência foi dissolvida em 1° de julho de 2025 e suas funcionalidades restantes foram absorvidas pelo Departamento de Estado dos Estados Unidos.

## Criação
O Congresso aprovou a Lei de Assistência Estrangeira em 4 de setembro de 1961, que reorganizou os programas de assistência estrangeira dos EUA e determinou a criação de uma agência para administrar a ajuda econômica. A USAID foi posteriormente estabelecida por uma ordem executiva do presidente John F. Kennedy, que buscou unificar várias organizações e programas de assistência estrangeira existentes sob uma única agência. A USAID se tornaria a primeira organização de assistência estrangeira dos EUA cujo foco principal era o desenvolvimento socioeconômico de longo prazo.
O Congresso autorizava os programas da USAID na Lei de Assistência Estrangeira, complementando-os por meio de diretrizes em leis anuais de apropriação de fundos e outras legislações. Como um componente oficial da política externa dos EUA, a USAID operava sob a orientação do presidente, do secretário de Estado e do Conselho de Segurança Nacional.

## Propósito
A rede descentralizada de missões de campo residentes da USAID foi utilizada para gerenciar programas do governo dos EUA em países de baixa renda para diversos fins, incluindo:
- Assistência em desastres
- Combate à pobreza
- Cooperação técnica em questões globais, incluindo o meio ambiente
- Interesses bilaterais dos EUA
- Desenvolvimento socioeconômico

### Assistência em desastres

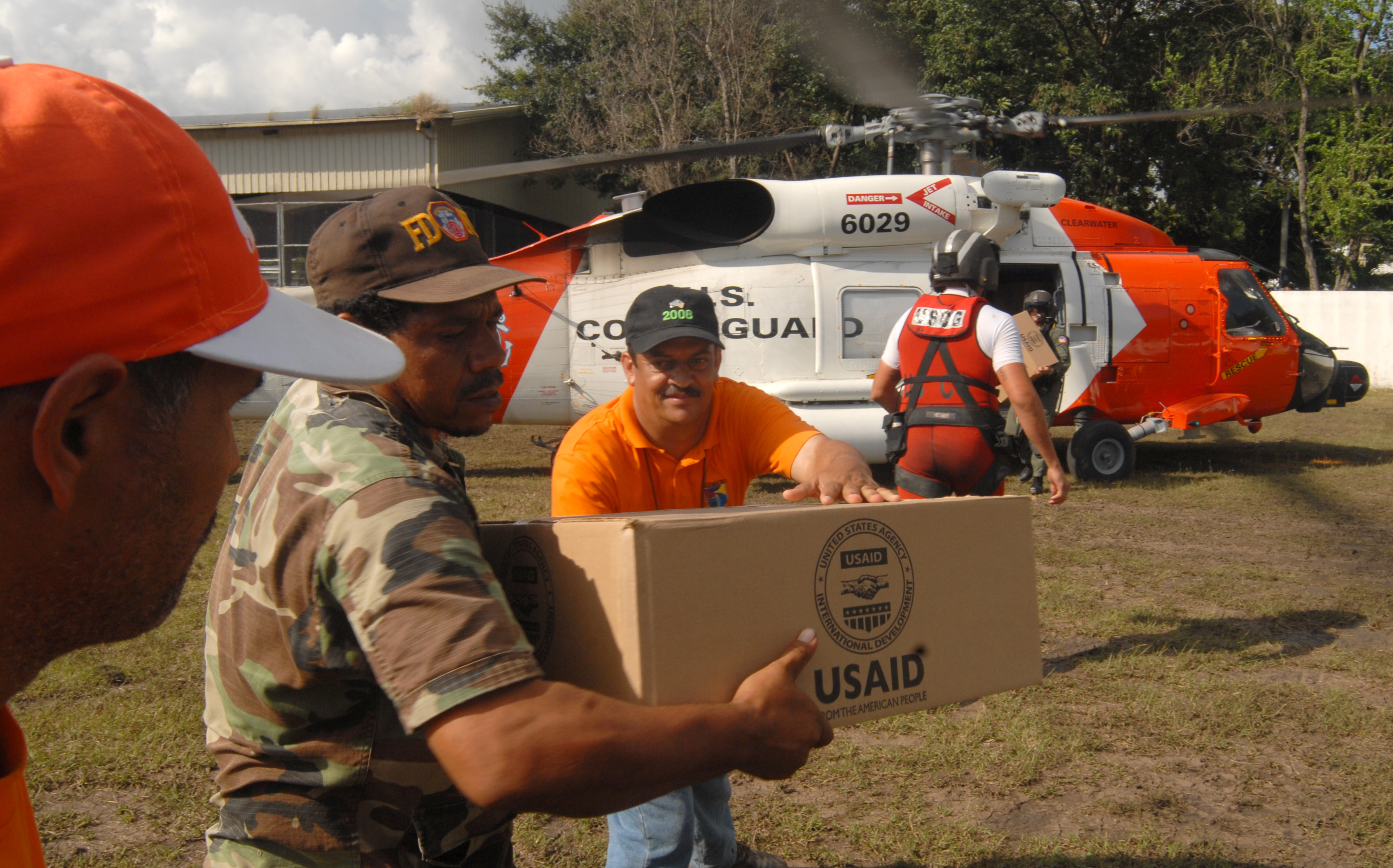
Os pacotes da USAID que eram entregues pelo pessoal da Guarda Costeira dos Estados Unidos.

Alguns programas de ajuda estrangeira dos Estados Unidos enviavam auxílio para crises causadas por guerras. Em 1915, o governo americano, por meio da Comissão de Ajuda à Bélgica, liderada por Herbert Hoover, evitou a fome no país após a invasão alemã. Após 1945, o Programa de Recuperação da Europa, liderado pelo Secretário de Estado George Marshall (conhecido como "Plano Marshall"), ajudou a reconstruir a Europa Ocidental devastada pela guerra.
A USAID coordenou os esforços de resposta a guerras e desastres por meio de seu Departamento de Assistência Humanitária, liderado pelo coordenador federal para assistência a desastres internacionais.

### Combate à pobreza
Após 1945, muitos países recém-independentes precisavam de assistência para aliviar a privação crônica que afligia suas populações de baixa renda. A USAID e suas agências predecessoras forneciam continuamente ajuda para o alívio da pobreza de diversas formas, incluindo assistência a serviços de saúde pública e educação voltados para os mais pobres. A USAID também ajudou a gerenciar a assistência alimentar fornecida pelo Departamento de Agricultura dos Estados Unidos. 

### Questões globais
A cooperação técnica entre nações era essencial para abordar uma série de questões transnacionais, como doenças transmissíveis, problemas ambientais, cooperação em comércio e investimentos, padrões de segurança para produtos comercializados, lavagem de dinheiro, políticos, entre outros. Os Estados Unidos possuíam agências federais especializadas nesses setores, como os Centros de Controle de Doenças (CDC) e a Agência de Proteção Ambiental (EPA). 

#### Meio ambiente
Entre esses interesses globais, as questões ambientais recebiam grande atenção. A USAID apoiava projetos que conservam e protegem terras, águas, florestas e a vida selvagem ameaçadas. Além disso, a USAID auxiliou em projetos para reduzir as emissões de gases de efeito estufa e fortalecer a resiliência aos riscos associados às mudanças climáticas globais. As leis de regulamentação ambiental dos EUA exigiam que os programas patrocinados pela USAID seriam tanto economicamente quanto ambientalmente sustentáveis.

## Modos de assistência

### Assistência técnica
A assistência técnica incluía aconselhamento especializado, treinamentos, bolsas de estudo, construção e fornecimento de bens. A USAID contratava ou adquiria a assistência técnica e a fornecia diretamente aos beneficiários. Para serviços de consultoria técnica, a USAID recorria a especialistas do setor privado, principalmente do próprio país assistido, além de agências especializadas do governo dos EUA. Muitos líderes governamentais já utilizaram a assistência técnica da USAID para desenvolver sistemas de TI e adquirir hardware de computador para fortalecer suas instituições.
Para desenvolver a expertise local e a liderança, a USAID financiava bolsas de estudo em universidades dos EUA e auxilia no fortalecimento das universidades dos países em desenvolvimento. Programas universitários locais em setores estratégicos para o desenvolvimento eram apoiados diretamente e por meio de parcerias entre universidades do país beneficiado e universidades dos EUA.
As diversas formas de assistência técnica eram frequentemente coordenadas como pacotes de fortalecimento institucional para o desenvolvimento de instituições locais.

### Assistência financeira

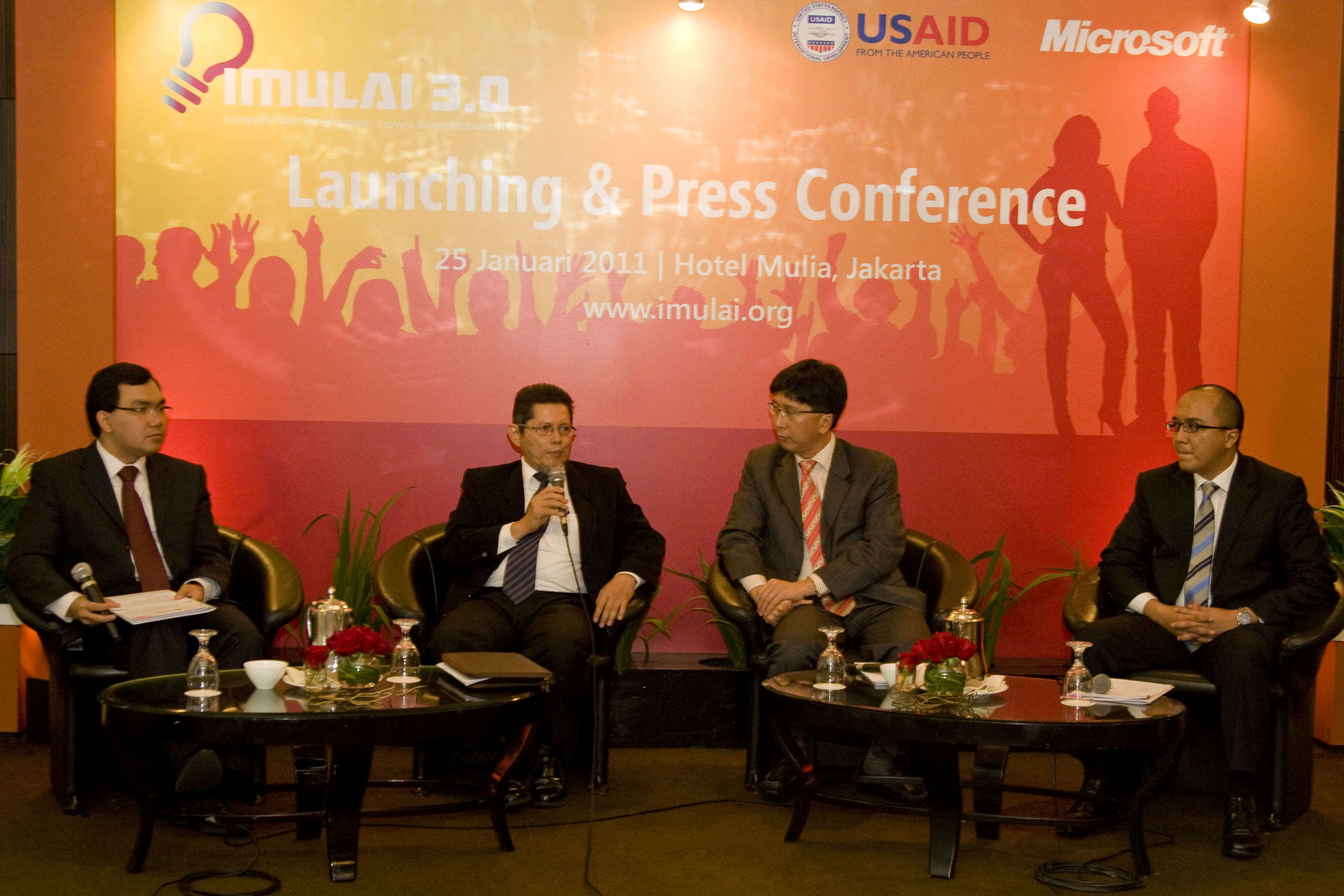
Competição Nacional de Software de Código Aberto – Assistência Financeira da USAID para Grupos de Desenvolvimento de Tecnologia na Indonésia

A assistência financeira da USAID fornecia recursos monetários para organizações de países em desenvolvimento a fim de complementar seus orçamentos. A USAID também concedia assistência financeira a ONGs locais e internacionais, que, por sua vez, oferecem assistência técnica nos países em desenvolvimento. Embora a USAID anteriormente fornecesse empréstimos, nos últimos anos toda a assistência financeira foi concedida na forma de subsídios não reembolsáveis.
Nos últimos anos de operações da agência, os Estados Unidos enfatizaram mais a assistência financeira do que a assistência técnica. Em 2004, a administração Bush criou a Millennium Challenge Corporation, uma agência de ajuda externa que focava principalmente em assistência financeira. Em 2009, a administração Obama promoveu um grande realinhamento dos programas da USAID para priorizar a assistência financeira, referindo-se a ela como assistência "governo a governo" (G2G).

## Missões de campo
A USAID embora tinha uma presença mínima em um país, com apenas uma pessoa designada para a Embaixada dos EUA, uma missão completa da USAID em um país maior poderia contar com vinte ou mais oficiais do Serviço Externo da USAID e cem ou mais funcionários profissionais e administrativos do próprio país.
A equipe da missão da USAID era dividida em escritórios especializados em três grupos: (1) escritórios de gestão de assistência; (2) o escritório do diretor da missão e o escritório de programas; e (3) os escritórios de contratação, gestão financeira e instalações.

### Escritórios de Gestão de Assistência
Chamados de "escritórios técnicos" pelos funcionários da USAID, esses escritórios projetavam e gerenciavam a assistência técnica e financeira que a USAID oferecia aos projetos dos seus contra-parte locais. Os escritórios técnicos frequentemente encontrados nas missões da USAID incluíam Saúde e Planejamento Familiar, Educação, Meio Ambiente, Democracia e Crescimento Econômico.

#### Saúde e Planejamento Familiar
Exemplos de projetos assistidos pelos escritórios de Saúde e Planejamento Familiar das missões incluem projetos para erradicação de doenças transmissíveis, fortalecimento de sistemas de saúde pública com foco na saúde materno-infantil, incluindo serviços de planejamento familiar, monitoramento de HIV/AIDS, fornecimento de suprimentos médicos, incluindo contraceptivos, e coordenação de Pesquisas Demográficas e de Saúde. Essa assistência é principalmente direcionada à maioria pobre da população e corresponde ao objetivo de alívio da pobreza da USAID, além de fortalecer a base para o desenvolvimento socioeconômico.

#### Meio ambiente
Exemplos de projetos assistidos pelos escritórios de meio ambiente incluíam projetos para a conservação de florestas tropicais, proteção das terras de povos indígenas, regulamentação das indústrias pesqueiras marinhas, controle de poluição, redução de emissões de gases de efeito estufa e ajuda às comunidades para se adaptarem às mudanças climáticas. A assistência ambiental correspondia ao objetivo de cooperação técnica da USAID em questões globais, além de estabelecer uma base sustentável para o objetivo de desenvolvimento socioeconômico da USAID a longo prazo.
A USAID (Agência dos Estados Unidos para o Desenvolvimento Internacional) tinha o programa HEARTH (Saúde, Ecossistemas e Agricultura para Sociedades Resilientes e Prósperas), que operava em 10 países com 15 atividades que seriam voltadas para promover a conservação de paisagens ameaçadas e melhorar o bem-estar das comunidades, fazendo parcerias com o setor privado para alinhar os objetivos empresariais com os objetivos de desenvolvimento. Através do HEARTH, a USAID implementaria os princípios de One Health para alcançar benefícios sustentáveis tanto para as pessoas quanto para o meio ambiente, por meio de projetos focados em meios de subsistência, bem-estar, conservação, biodiversidade e governança.

#### Democracia
Exemplos de projetos assistidos pelos escritórios de Democracia incluíam projetos para as instituições políticas do país, como eleições, partidos políticos, legislaturas e organizações de direitos humanos. As contra-partes incluíram o setor judiciário e organizações da sociedade civil que monitoram o desempenho do governo. A assistência à democracia recebeu seu maior impulso na época da criação dos estados sucessores da URSS, a partir de cerca de 1990, correspondiam tanto ao objetivo da USAID de apoiar os interesses bilaterais dos EUA quanto ao objetivo de desenvolvimento socioeconômico da USAID.
Relatório do The Grayzone, que supostamente revelou que programas apoiados pelos EUA em Bangladesh encomendaram canções de rap projetadas para incitar protestos de rua e reforma política. "Esses documentos que o The Grayzone publicou têm duas canções de rap em Bangladesh com versos como se tivessem sido projetadas para inspirar sentimentos antigovernamentais e promover protestos de rua e reforma política. Quero dizer, literalmente escrever álbuns de rap para fazer as pessoas irem às ruas e fazerem exatamente o motim que o Departamento de Estado quer para desestabilizar o país."
Em resposta a um vídeo discutindo essas alegações, Benz reiterou que o Departamento de Estado recrutou 22 artistas de vários países, incluindo Austrália, Áustria, Bangladesh, Camarões, França, Índia e África do Sul, para treiná-los em "engajamento juvenil e uso da arte como ativismo". O programa envolveu levar esses músicos para Washington, DC, para um período de treinamento intensivo.

#### Crescimento econômico

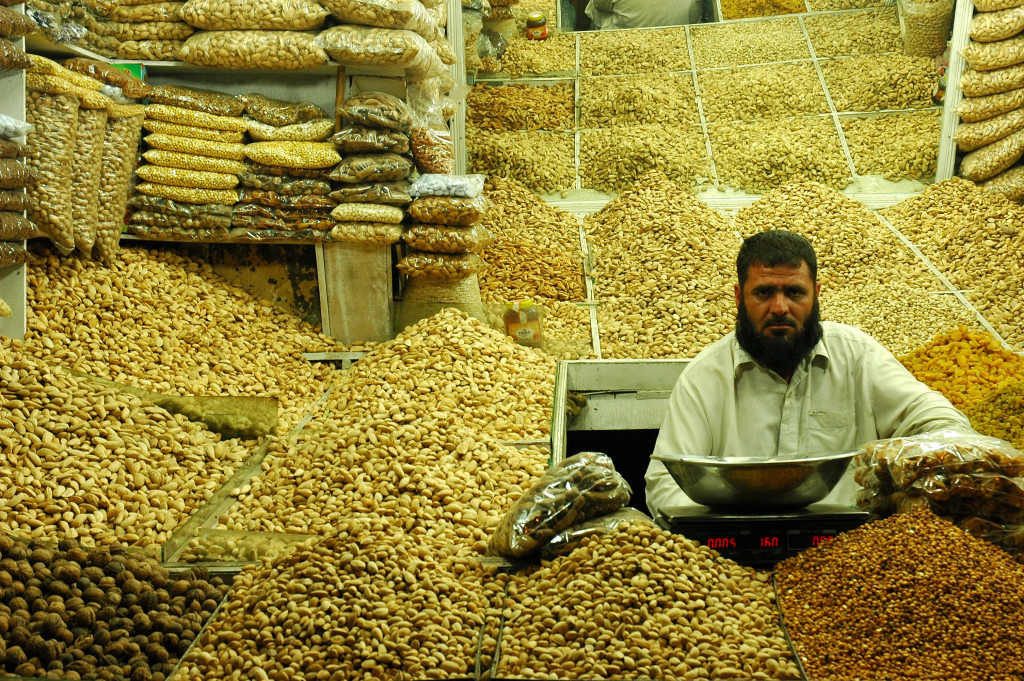
Um vendedor de frutas secas em Peshawar, Paquistão (2007)

Exemplos de projetos frequentemente associados aos escritórios de Crescimento Econômico incluíram projetos para melhorias nas técnicas agrícolas e no marketing (a missão pode ter um escritório especializado em "Agricultura"), desenvolvimento de indústrias de microfinanças, simplificação das administrações aduaneiras (para acelerar o crescimento das indústrias exportadoras) e modernização das estruturas regulatórias governamentais para a indústria em vários setores (telecomunicações, agricultura, etc.). Nos primeiros anos da USAID e em alguns programas maiores, os escritórios de Crescimento Econômico financiaram infraestrutura econômica, como rodovias e usinas de energia elétrica. Assim, a assistência ao Crescimento Econômico era bastante diversificada em termos de setores nos quais podia atuar. Correspondendo ao objetivo de desenvolvimento socioeconômico da USAID que segundo a agência era a fonte de redução sustentável da pobreza. Os escritórios de Crescimento Econômico também gerenciam ocasionalmente assistência a projetos de alívio da pobreza, como programas governamentais que fornecem pagamentos de "transferência de dinheiro" para famílias de baixa renda.

## História (1961-2025)
Quando o governo dos EUA criou a USAID em novembro de 1961, ele se baseou em um legado de agências anteriores de assistência ao desenvolvimento, com suas equipes, orçamentos e procedimentos operacionais. A agência predecessora da USAID já era substancial, com 6.400 funcionários dos EUA em missões de campo em países em desenvolvimento em 1961. Exceto pelos anos de pico da Guerra do Vietnã, de 1965 a 1970, esse número de funcionários de campo foi maior do que a USAID teria no futuro, e o triplo do número de funcionários que a agência teria nas missões de campo desde o ano 2000.
Após sua posse como presidente em 20 de janeiro de 1961, John F. Kennedy criou o Corpo da Paz por Ordem Executiva em 1º de março de 1961. Em 22 de março, ele enviou uma mensagem especial ao Congresso sobre ajuda externa, afirmando que a década de 1960 deveria ser a "Década do Desenvolvimento" e propondo unificar a administração da assistência ao desenvolvimento dos EUA em uma única agência. Ele enviou um projeto de "Lei de Desenvolvimento Internacional" ao Congresso em maio, e a resultante "Lei de Assistência Externa" foi aprovada em setembro, revogando a Lei de Segurança Mútua. Em novembro, Kennedy assinou a lei e emitiu uma Ordem Executiva incumbindo o Secretário de Estado de criar, dentro do Departamento de Estado, a "Agência para o Desenvolvimento Internacional" (ou A.I.D., que depois foi rebatizada como USAID), como sucessora tanto da ICA quanto do Fundo de Empréstimos para Desenvolvimento. Com essas ações, os EUA criaram uma agência sob a orientação política do Departamento de Estado, para implementar, por meio de missões de campo residentes, um programa global de assistência técnica e financeira para países de baixa renda. 

### Segundo mandato de Donald Trump e Dissolução da Agência
Em janeiro de 2025, o Presidente Donald Trump ordenou um congelamento quase total de toda a ajuda estrangeira. Alguns dias depois, o Secretário de Estado Marco Rubio emitiu uma isenção para ajuda humanitária. Apesar da isenção, ainda havia muita confusão sobre o que as agências poderiam fazer. Mais de 1.000 funcionários e contratados da USAID foram demitidos após o quase total congelamento da assistência global americana implementado pelo presidente. Matt Hopson, chefe administrativo da USAID nomeado pela administração de Donald Trump, renunciou.
Em 27 de janeiro, o site da agência foi desativado. Em 3 de fevereiro de 2025, Elon Musk, chefe do Departamento de Eficiência Governamental, anunciou que estava no processo de fechar a USAID, chamando-a de "organização criminosa" que era "irreparável". Ainda no dia 3 de fevereiro, o Secretário de Estado Marco Rubio anunciou que havia sido nomeado por Trump como Administrador Interino da USAID e que a agência seria fundida com o Departamento de Estado. A legalidade dessas ações é contestada, uma vez que a agência foi criada por meio da Foreign Assistance Act.
Foi anunciado que, em 7 de fevereiro de 2025, às 23h59 (EST), todo o pessoal contratado diretamente pela USAID será colocado em licença administrativa globalmente, com exceção do pessoal designado responsável por funções críticas para a missão, liderança central e programas especialmente designados.
No dia 1° de julho de 2025 a agência foi oficialmente dissolvida e as atividades restantes foram absorvidas ao Departamento de Estado dos Estados Unidos.

## Controvérsias e criticismo

### Envolvimento em Esterilização Involuntária no Peru

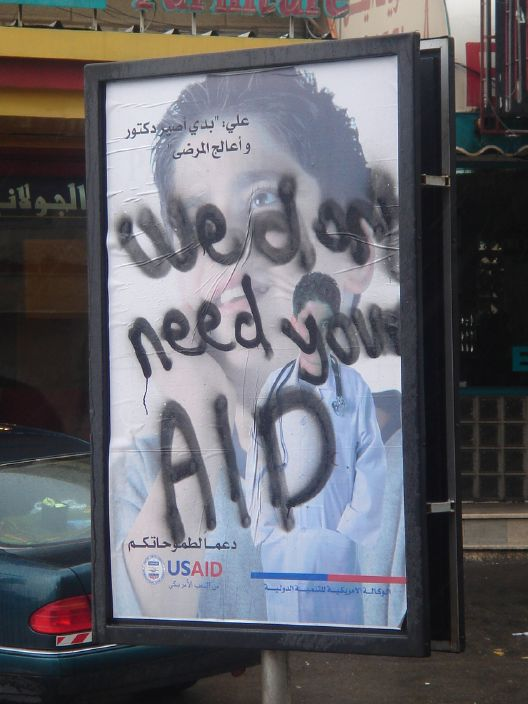
Grafite crítico em Publicidade da USAID dizendo: "Nós não precisamos de sua ajuda", Cisjordânia, Jan 2007

No Peru, entre 1995 e 2000, a USAID foi acusada, juntamente com a UNFPA, de apoiar financeiramente um programa de esterilização forçada, implementado durante o governo de Alberto Fujimori. Segundo o Ministério da Saúde do Peru, nesse período 331.600 mulheres e 25.590 homens foram esterilizados.

### Operações políticas globalmente
Documentos obtidos pelo WikiLeaks mostram que nas ações da USAID na Venezuela, entre os anos de 2004 e 2006, houve intenções de desestabilizar o governo do país. A USAID fez uma doação de 15 milhões de dólares a várias organizações civis, com o intuito de impulsionar a estratégia do ex-embaixador de Washington na Venezuela, William Brownfield, baseada em provocar uma fratura interna no chavismo, e em organizar os setores descontentes com as reformas realizadas pelo Partido Socialista Unido da Venezuela (PSUV).
Em 3 de abril de 2014, a imprensa revelou que a partir de 2009, a USAID organizou e participou ativamente em uma operação secreta americana para derrubar o governo de Cuba, com a criação de uma rede falsa, similar ao twitter visando provocar uma "Primavera Cubana". O programa foi financiado pelo governo dos EUA e criou uma rede supostamente independente, mas falsa, com o objetivo de criar uma comoção e incitar uma revolta popular levando a queda do governo cubano. O programa, chamado de ZunZuneo, também armazena dados dos assinantes cubanos e informações demográficas, incluindo seu gênero, idade, receptividade e tendências políticas.
O nome ZunZuneo se relacionada ao nome do pássaro colibri em Cuba - o zunzún. O projeto foi iniciado em 2009, depois da prisão do americano Alan Gross, que executava missão clandestina da USAID em Cuba e foi condenado à prisão quando foi descoberto.
Os usuários não sabiam que o projeto foi criado por uma agência dos EUA ligada ao Departamento de Estado, nem que os americanos coletaram informações pessoais sobre eles para que esses dados fossem usados para fins políticos.
Os organizadores do ZunZuneo criaram o que parecia ser um negócio legítimo. Fizeram um portal de internet, e uma campanha, de maneira que os usuários pudessem se inscrever e enviar suas próprias mensagens de texto a grupos de sua escolha.
A USAID e seus contratantes tentaram esconder que o projeto tinha ligações diretas com Washington. Para tal, criaram uma rede de empresas de fachada com sede em Espanha e contas bancárias nas Ilhas Cayman, na tentativa de esconder as transações financeiras e recrutaram  executivos de empresas privadas para fazer parte da fachada do projeto, de forma que não ficasse claro que o projeto foi financiado com o dinheiro dos contribuintes americanos e estava sendo executado pela USAID.
"Não será mencionada a participação do governo dos Estados Unidos", disse um relatório da empresa Mobile Acord, uma das empresas que colaborou com o programa como contratadas. "É absolutamente crucial para o êxito a longo prazo do serviço e para garantir o cumprimento da missão."
USAID, estava promovendo festivais de cinema LGBT em Portugal onde alguns filmes promoviam o incesto.

#### Reação do Governo Cubano
A  revelação do programa veio confirmar afirmações anteriores de Raúl Castro que em janeiro de 2014, havia afirmado que havia tentativas contra de introduzir o capitalismo neocolonial em Cuba.